# Hyperxena scierana
Hyperxena scierana är en fjärilsart som beskrevs av Edward Meyrick 1883. Hyperxena scierana ingår i släktet Hyperxena och familjen Plutellidae. Inga underarter finns listade i Catalogue of Life.